# Un perfetto criminale
Un perfetto criminale (Ordinary Decent Criminal) è un film del 2000, diretto da Thaddeus O'Sullivan, con Kevin Spacey, Linda Fiorentino e Colin Farrell.
La pellicola s'ispira grossomodo alla figura del famigerato criminale irlandese Martin Cahill, soprannominato dai media Il Generale, attivo nella Dublino degli anni ottanta e novanta.

## Trama
Michael Lynch è un ladro, è un criminale specializzato nell'organizzazione di furti sorprendenti, che divide equamente il suo amore tra la moglie Christine e la cognata, amante legittima. La polizia irlandese, dispiegata in gran forze per catturarlo, non riesce però a cogliere né lui né i suoi collaboratori in flagrante. L'occasione di farsi nuovamente beffe dei poliziotti si presenta quando a Dublino viene organizzata una mostra d'arte in onore di Caravaggio: l'obiettivo di Lynch e della sua banda è quello di rubare un famoso quadro dell'artista italiano. L'impresa riesce, ma Lynch dovrà fare i conti con traditori e nemici.

## Curiosità
- La vita e le gesta criminali di Cahill erano state già oggetto d'un film ad opera del regista inglese John Boorman: The General, del 1998, in cui il famigerato ladro e rapinatore dublinese veniva impersonato dall'attore irlandese Brendan Gleeson.
- Il film viene citato in un verso della canzone Kevin Spacey, contenuta nell'album Il sogno eretico di Caparezza.

## Riconoscimenti
- 2000 - Courmayeur Noir in festival
  - Premio del pubblico